# Стефан Калинов
Стефан Калинов Калинов е български хандбалист и хандбален треньор.
Бил е треньор на хандбален клуб „Кубрат“ – юноши и мъже „Б“ републиканска хандбална група (РХГ), настоящ треньор на хандбален клуб „Кубрат“ – деца до 12 г.
Като състезател се откроява с над 3500 отбелязани гола за 700 мача, няколкократно е титулуван голмайстор, включително и голмайстор на „А“ РХГ – юноши старша възраст. Като треньор най-големи постижения има с клубния отбор на „Кубрат“ – деца до 14 г., с който става шампион на България (2004), и 2 пъти вицешампион на страната (2010, 2011).
Заедно с треньорската си практика по хандбал Стефан Калинов е директор на Дирекция „Специализирана администрация“ на община Кубрат и оглавява отдел „Образование, култура, спорт и социална дейност“. Многократно е награждаван за цялостен принос в областта на образованието и спорта в общината, а през 2011 г. получава почетното звание „Заслужил гражданин на гр. Кубрат“.

## Ранни години и личен живот
Стефан Калинов е роден на 23 октомври 1961 г. в Кубрат в семейството на Калин и Богданка Калинови. До 9-годишна възраст живее с родителите си и брат си в с. Савин, общ. Кубрат, след което семейството се мести в гр. Кубрат. Завършва основно и средно образование в Политехническа гимназия „Гео Милев“ (понастоящем СУ „Христо Ботев“) в Кубрат, а висше образование – в Националната спортна академия „Васил Левски“ в София. Дипломира се с 2 специалности – учител по физическо възпитание и спорт и треньор по хандбал.
По хандбала се запалва на 10-годишна възраст, когато основоположникът на хандбалния спорт в Кубрат и дългогодишен треньор по хандбал Йордан Димитров – Коджака набира ученици за сформиране на детски отбор към Дружеството за физкултура и спорт „Червено знаме“. Играта бързо го увлича и талантът му проличава моментално – майстор е на скоростната атака, почти невъзможно да бъде опазен от лична защита, с изключително силен и прецизен удар към вратата. На 15 г. преминава в юношеския отбор на клуба, с който става 3 пъти шампион на окръг (днес област) Разград. От 16-годишен играе и при мъжете в „Б“ РХГ. През 1977 г. влиза в Националния отбор по хандбал на България – младежи, където играе на позиция ляв гард до 1979 г.
От 1979 г. до 1981 г. отслужва задължителна военна служба като свързочник в Горна Оряховица. Страстта му към хандбала не остава незабелязана от началството на поделението в Горна Оряховица и той често бива освобождаван от служба, за да подкрепи отбора си във важни срещи. Първоначално играе за ХК „Горна Оряховица“, а по-късно отново за родния ХК „Кубрат“.
Като студент (1981 – 1985 г.) играе активно за отбора на НСА по хандбал, с който печели 1-во място на Студентското първенство по хандбал през 1983 г. Сред съотборниците си е известен с прякора „Слона“ (заради скоростна атака, при която поваля на земята защитника, който го пази). На фланелката му винаги стои номер 10. През 1984 г. е разпределен на стаж като учител по физическа култура и спорт в Варна, където среща и бъдещата си съпруга Росица. След дипломирането си в НСА се завръща в Кубрат като учител.

## Състезателна кариера
В годините между 1985 г. и 1998 г. е част от отбора на ХК „Кубрат“ – мъже, „Б“ РХГ. Тимът завършва 3 пъти на 1-во място в групата (1987, 1989 и 1994 г.), с което печели правото да участва в квалификации за влизане в „А“ РХГ. Поради липса на финансови средства и спортна зала в града такива опити не са правени.
От 1993 г. до 1994 г. заема поста председател на ХК „Кубрат“.
След 1998 г. играе с прекъсвания до 2005 г., когато в Шумен на среща между ХК „Кубрат“ и ХК „Шумен“ изиграва своя бенефисен мач и предава фланелката с номер 10 на сина си Калоян.

## Кариера като треньор
През 1985 г., заедно с активната си дейност на хандбален състезател, Стефан Калинов стартира и кариерата си на треньор с отбора на ДФС „Червено знаме“ (днес ХК“ Кубрат“) – деца до 10 г. През годините тренира различни възрастови групи – деца до 14 г., юноши до 16 г., младежи до 21 г. и мъже.
През „школата“ му са минали стотици деца, някои, от които играят в клубове като „Локомотив“ Варна – мъже, „А“ РХГ и „Фрегата“ Бургас – юноши. Двама от възпитаниците му, братята Тулонай и Али Шабанови, стават шампиони на Холандия – юноши през 2015 г. и 2016 г. Други са вече доказали се треньори по хандбал.
През 2012 г. е избран за треньор на Българския национален отбор по хандбал – младежи. Отказва поста поради неразбирателство с управата. През 2015 г. Стефан Калинов отпразнува професионален юбилей – 30 години треньорска кариера. Треньор е на момичета до 12 г.

## Постижения и медали като състезател
- 1978 г. – Голмайстор на Международния турнир по хандбал – юноши в гр. Нойбранденбург, ГДР
- 1979 г. – Голмайстор на България с отбора на ХК „Кубрат“ – юноши старша възраст[4]
- 1979 г. – Спортист на Кубрат и сред 10-те най-добри спортисти на годината в Разградска област (наравно с олимпийски и световни шампиони)[5][6]
- 1983 г. – 1-во място Студентско първенство по хандбал
- 1986 г. – 3-то място „Б“ РХГ – мъже
- 1987 г. – 1-во място „Б“ РХГ – мъже
- 1988 г. – 2-ро място „Б“ РХГ – мъже
- 1989 г. – 1-во място „Б“ РХГ – мъже
- 1990 г. – 3-то място „Б“ РХГ – мъже
- 1991 г. – 2-ро място „Б“ РХГ – мъже
- 1992 г. – 3-то място „Б“ РХГ – мъже
- 1994 г. – 1-во място „Б“ РХГ – мъже
- 1997 г. – 3-то място „Б“ РХГ – мъже
- 2008 г. – 1-во място на Първи национален турнир по хандбал за ветерани, Шумен[7]

## Постижения и медали като учител и треньор
- 1991 г. – 1-во място (златен медал) по хандбал – Републикански ученически игри
- 1992 г. – 2-ро място (сребърен медал) по хандбал – Републикански ученически игри
- 1993 г. – 2-ро място (сребърен медал) по хандбал – Републикански ученически игри

## Постижения и медали като клубен треньор
- 2004 г. – шампион на България, ХК „Кубрат“, момчета до 14 г.
- 2005 г. – Най-коректен треньор на държавното първенство – юноши младша възраст
- 2010 г. – Вицешампион на България, ХК „Кубрат“, деца до 13 г.[8]
- 2011 г. – Вицешампион на България, ХК „Кубрат“, деца до 13 г.[9]
- 2010 г. – Най-добър треньор на разградска област[8]
- 2010 г. – Най-добър треньор на момчета 12 г. в зона „Черно море“[8]
- 2010 г. – Най-коректен треньор на Държавното първенство за момичета и момчета младша възраст – до 12 г., Бургас[10]
- 2011 г. – 6-о място на турнир „KEMPA 4 SPORT CLUB“, Словакия, момчета 13 г.
- 2014 г. – 4-то място на Държавното първенство по хандбал, момчета 12 г.
- 2017 г. – 4-то място на турнира Купа България, момчета 14 г.

Има и многобройни класирания с ХК „Кубрат“ сред първите 8 отбора на България.